# Autolib'

Logo projektu

Autolib' je veřejná půjčovna aut v Paříži a několika obcí kolem francouzského hlavního města, která byla uvedena do provozu v prosinci 2011. Termín Autolib' je uměle vytvořené slovo, které je složeninou slov automobil (automobile) a svoboda (liberté). Projekt prosadil pařížský starosta Bertrand Delanoë a vychází ze zavedeného systému veřejné půjčovny cyklistických kol Vélib', který existuje od roku 2007. Obdobná půjčovna funguje už ve městě Lyon.

## Projekt
Celkem se předpokládá se zprovoznění asi 1000 stanic (z toho 700 v Paříži) s 3000 vozidly a to jak dvou tak i čtyřmístnými. V prosinci 2009 byla vypsána veřejná soutěž na provozovatele sestému Autolib'. Z původních šesti kandidátů se v březnu 2010 dostaly do užšího výběru tři společnosti: VTLIB' (Veolia), konsorcium Avis-SNCF-RATP-Vinci a Bolloré. Stanice Autolib' bude mít v průměru šest parkovacích míst. Každé parkovací místo bude vybaveno nabíjecí stanicí pro elektrické vozidlo a každá stanice bude mít dotykový displej umožňující uživateli vybrat si cílovou stanici a další možnosti. Cena měsíčního předplatného má činit 15 €, k tomu budou účtovány uživatelské poplatky 5 € za půl hodiny. Pro rodiny a studenty se plánují slevy.

## Vozidla
V říjnu 2008 oznámilo město Paříž v tiskové zprávě, že se bude jednat o vozidla s nízkými emisemi. Požadavky byly později upraveny nejprve na automobily s hybridním pohonem, nyní se s konečnou platností bude jednat o auta na elektrický pohon. V závěrečné fázi výběrového řízení kandidáti navrhli následující vozidla: VTLIB' Peugeot Ion, Avis-SNCF-RATP-Vinci Smart Fortwo firmy Daimler a Bolloré Pininfarina Bluecar.